# Fédération des associations rationalistes indiennes
La Fédération des associations rationalistes indiennes (en anglais Federation of Indian Rationalist Associations abrégé FIRA) est une fédération de 83 associations indiennes rationalistes, athées, sceptiques, laïques et scientifiques. Elle promeut le raisonnement scientifique et l'humanisme en Inde.

## Affiliation à l'IHEU
L'association est affiliée à Humanists International et à la Déclaration d'Amsterdam de 2002.